# Janvier
Pour les articles homonymes, voir Janvier (homonymie).
décembre février
Janvier est le premier mois des calendriers grégorien et julien, l'un des sept mois possédant 31 jours.

## Nom

### Étymologie
Le nom de janvier provient du nom latin du mois, ianuarius ou januarius, lui-même nommé en l'honneur de Janus, dieu romain des commencements et des fins, des choix, des clés et des portes.

### Autres noms
En finnois, janvier est nommé tammikuu, c'est-à-dire « mois du chêne » ; cependant, son sens originel est « mois du cœur de l'hiver »[réf. souhaitée], tammi signifiant « axe » ou « noyau ».
En tchèque, le mois est nommé leden, « mois de glace »[réf. souhaitée].
En ukrainien, janvier porte le nom de січень, « coupant » ou « tranchant »[réf. souhaitée].
Au Maghreb et plus particulièrement au Maroc et en Algérie, janvier porte le nom de Yennayer, qui signifie en berbère « la première lune ».

## Histoire

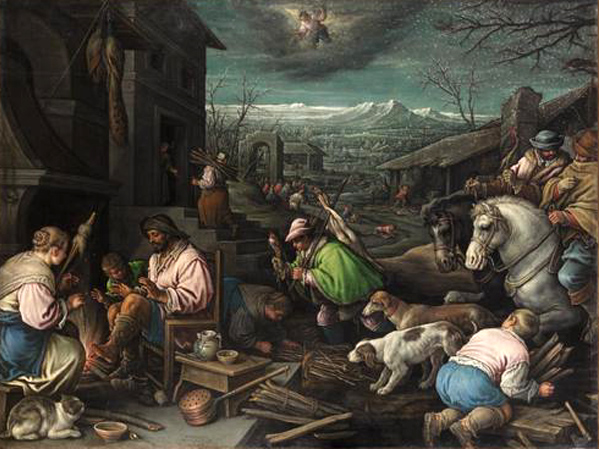
Janvier, peinture de Leandro Bassano (vers 1595-1600).

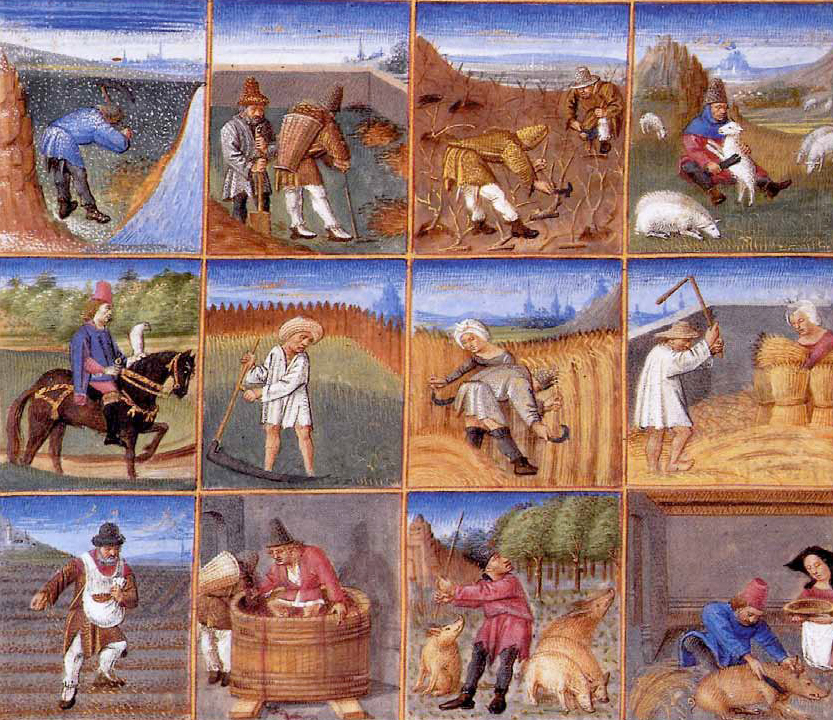
Dans le Ruralium commodorum opus de Pierre de Crescent, premier traité d’agriculture écrit depuis l’Antiquité, le mois de janvier est symbolisé par l'extraction de l’argile sous la neige.

### Origine
À l'origine, le calendrier romain est composé de 10 mois, totalisant 304 jours ; les 61 jours d'hiver ne font alors partie d'aucun mois. Vers 713 av. J.-C., le roi légendaire Numa Pompilius aurait ajouté les mois de janvier et février, étendant l'année à 365 jours.

### Longueur
Dans le calendrier de Numa ainsi que le calendrier romain républicain, janvier possède 29 jours. Il se voit attribuer les 31 jours actuels lors de l'introduction du calendrier julien.

### Début d'année
Mars est initialement le premier mois de l'ancien calendrier romain. Janvier le devient soit sous Numa, soit sous les decemviri vers 450 av. J.-C. Cependant, les années romaines sont identifiées par deux consuls, qui prennent leurs fonctions le 1er mai et le 15 mars avant 153 av. J.-C., puis le 1er janvier après cette date.
Au Moyen Âge, les pays de la chrétienté utilisent le calendrier julien et commencent la numérotation de l'année à une fête religieuse importante, comme le 25 décembre (style de la Nativité de Jésus), le 25 mars (style florentin ou style de l'Annonciation), voire à Pâques (style de Pâques) comme dans certaines régions françaises. Cependant, les calendriers médiévaux continuent à afficher les années selon la coutume romaine, en douze colonnes allant de janvier à décembre. En France, janvier s'impose comme le 1er mois lorsque le roi Charles IX décide, par l’Édit de Roussillon en 1564, que l’année débuterait désormais le 1er janvier. Le pape Grégoire XIII étend cette mesure à l'ensemble de la chrétienté avec l'adoption du calendrier grégorien en 1582.

## Traditions et superstitions

### Symboles
La pierre de naissance (en) associée au mois de janvier est le grenat. La fleur de naissance est l'œillet commun et le perce-neige.

### Dictons du mois et interprétations

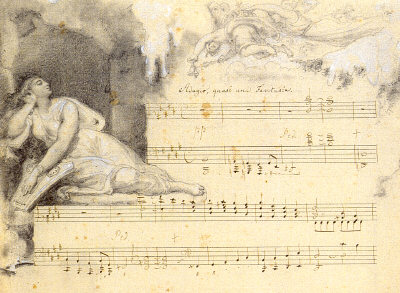
Fanny Hensel, Janvier.

Ces dictons traditionnels, parfois discutables, ne traduisent une réalité que pour les pays tempérés de l'hémisphère nord.
- « Autant de bonnes journées en janvier, autant de mauvaises en mai », « quand la lune chevauche en janvier, autant de gelées en mai » car « les douze premiers jours de janvier indiquent le temps qu'il fera les douze mois de l'année »
- « Janvier sec et sage est un bon présage », « poussière de janvier, abondance au grenier », « si le soir des rois beaucoup d'étoiles tu vois, sécheresse en été tu auras et œufs au poulailler », « quand sec est janvier, ne doit se faire plaindre le fermier », « gelée (ou neige) en janvier, blé au grenier », « neige en janvier, vaut du fumier », « janvier rigoureux, an très heureux »

Un temps de janvier froid et sec favorise la dormance des graines et leur future germination, ce qui annonce de futures bonnes récoltes.
- « Si janvier ne prend son manteau, malheur aux arbres, aux moissons, aux coteaux », « janvier d'eau chiche rend le paysan riche. »

Le couvert de neige protège du gel.
- « Janvier détrempé, signe de cherté », « s'il tonne en janvier, cuves au fumier. »

Un mois pluvieux donc doux empêche la dormance des graines et leur future germination, d'où des récoltes réduites.
- « Si la grive chante au mois de janvier, bouvier prend garde à ton grenier » ou « si les mouches dansent en janvier, ménage ton foin au grenier. »

Le paysan doit vivre de ses réserves lors de ce mois d'hiver.
- « Beaux jours de janvier trompent l'homme en février », « brouillard en janvier, année ensoleillée », « brouillard en janvier, année mouillée »
Le temps de janvier indique celui des mois suivants.
- « Garde toi du mois en janvier comme un voleur au grenier. S'il fait vent, nous aurons la guerre et si l'on voit épais brouillards, mortalité de toutes parts », « au mois de janvier, mieux vaut voir le loup dans les champs, qu'un homme en chemise », « fais provision de poisson mariné en janvier »[8].

## Toponymie
Les noms de plusieurs places, voies, sites ou édifices, de pays ou régions francophones, contiennent le nom de ce mois avec ou sans quantième, sous diverses graphies.